# Sabnie
Sabnie ist ein Dorf sowie Sitz der gleichnamigen Landgemeinde im Powiat Sokołowski der Woiwodschaft Masowien, Polen.

## Gemeinde
Die Gemeinde gehört zum Siedlce-Gebirge. Durch sie hindurch fließt die Cetynia. Zur Landgemeinde Sabnie gehören folgende 20 Ortschaften mit einem Schulzenamt:
Chmielnik
Grodzisk
Hilarów
Hołowienki
Kolonia Hołowienki
Kolonia Kurowice
Kostki-Pieńki
Kupientyn
Kupientyn-Kolonia
Kurowice
Nieciecz-Dwór
Nieciecz Włościańska
Niewiadoma
Stasin
Suchodół Włościański
Tchórznica Szlachecka
Tchórznica Włościańska
Wymysły
Zembrów
Weitere Orte der Gemeinde sind Emilin, Jadwisin, Klepki, Kolonia Zembrów, Pieńki Suchodolskie, Podsuchodół, Poświątne und Suchodół Szlachecki.